# Omocena
Omocena is een geslacht van vlinders van de familie slakrupsvlinders (Limacodidae).

## Soorten
- O. dollmani West, 1940
- O. songeana West, 1940
- O. syrtis (Schaus, 1893)
- O. thanatos Hering, 1928